# كاريليون
كاريليون، الكاريليون الشرقيون أو الكاريليون الروس هم مجموعة عرقية فينية بلطية تعيش غالباً في جمهورية كاريليا وفي مناطق شمال غرب من روسيا.